# SK Brann Kvinner
SK Brann Kvinner – kobieca sekcja piłki nożnej norweskiego klubu sportowego SK Brann, mający siedzibę w mieście Bergen, na zachodzie kraju, występujący w latach 1984–1989, 1991–1999, 2002, 2004–2007, 2009, 2011–2013 i od sezonu 2015 w rozgrywkach Toppserien. 

## Historia
Chronologia nazw:
- 1978: IL Sandviken Kvinner
- 11.11.2021: SK Brann Kvinner

Kobieca drużyna piłkarska IL Sandviken Kvinner została założona w dzielnicy miasta Bergen o nazwie Sandviken w 1978 roku jako sekcja klubu sportowego IL Sandviken. Klub przystąpił do rozgrywek o Puchar Norwegii oraz początkowo występował w turniejach lokalnych, tak jak oficjalne ogólnokrajowe mistrzostwa rozpoczęto dopiero w 1984 roku. W debiutowym sezonie 1984 zespół zajął 2.miejsce w grupie Vestlandet 1. divisjon. W kolejnych dwóch sezonach również był drugim. W sezonie 1987 cztery grupy pierwszej dywizji zostały połączone, a klub zakwalifikował się do elity, zajmując czwarte miejsce tuż za podium. W 1989 zespół spadł do 2. divisjon, ale po roku wrócił do pierwszej dywizji. W 1995 po raz pierwszy zdobył Puchar kraju. W 1996 roku najwyższa liga zmieniła nazwę na Eliteserien, a druga dywizja przyjęła nazwę 1. divisjon i td. Drużyna po zakończeniu sezonu 1986 otrzymała srebrne medale mistrzostw. Ale w 1999 zajęła 9.pozycję i spadła do 1. divisjon. W pierwszym sezonie na zapleczu elitarnej dywizji zajął drugie miejsca w grupie 4, a w drugim sezonie zwyciężył w dywizji i wrócił do najwyższej dywizji, która w międzyczasie zmieniła nazwę na Toppserien. W kolejnych sezonach zespół występował na najwyższym poziomie z wyjątkiem 2003, 2008, 2010 i 2014, kiedy to na rok spadał do 1. divisjon. Dopiero w 2021 klub zdobył pierwsze mistrzostwo Norwegii. 11 listopada 2021 roku na dorocznym zgromadzeniu zdecydowano jednomyślnie, że klub stanie się częścią Sportsklubben Brann, przyjmując nazwę SK Brann Kvinner. Dzięki mistrzostwu drużyna wzięła udział w Pucharze UEFA Kobiet sezonu 2022/23. W 2022 klub wygrał kolejne z rzędu mistrzostwo.

## Barwy klubowe, strój, herb, hymn
|  |  |

Klub ma barwy czerwono-białe. Piłkarki domowe spotkania zazwyczaj grają w czerwonych koszulkach, czerwonych spodenkach oraz czerwonych getrach.

## Sukcesy

### Trofea międzynarodowe
| \| \| Zdobyte trofea w rozgrywkach międzynarodowych (stan na: 31-05-2023) \| |                                                                     |      |          |
| Rozgrywki                                                                    | Osiągnięcie                                                         | Razy | Sezon(y) |
| Liga Mistrzyń UEFA                                                           | zdobywca                                                            | 0    |          |
| Liga Mistrzyń UEFA                                                           | finalista                                                           | 0    |          |
| Liga Mistrzyń UEFA                                                           | ćwierćfinalista                                                     | 1    | 2023/24  |
| FIFA                                                                         | Zdobyte trofea w rozgrywkach międzynarodowych (stan na: 31-05-2023) |      |          |

### Trofea krajowe
| \| \| Zdobyte trofea w rozgrywkach Norwegii (stan na: 31-12-2023) \| |                                                             |      |                                    |
| Rozgrywki                                                            | Osiągnięcie                                                 | Razy | Sezon(y)                           |
| Mistrzostwo                                                          | I miejsce                                                   | 2    | 2021, 2022                         |
| Mistrzostwo                                                          | II miejsce                                                  | 1    | 1996                               |
| Mistrzostwo                                                          | III miejsce                                                 | 2    | 1991, 1995                         |
| Puchar                                                               | zdobywca                                                    | 2    | 1995, 2022                         |
| Puchar                                                               | finalista                                                   | 3    | 1991, 2018, 2021                   |
| II liga                                                              | I miejsce                                                   | 6    | 1990, 2001, 2003, 2008, 2010, 2014 |
| II liga                                                              | II miejsce                                                  | 1    | 2000 (gr.4)                        |
| II liga                                                              | III miejsce                                                 | 0    |                                    |
| Norwegia                                                             | Zdobyte trofea w rozgrywkach Norwegii (stan na: 31-12-2023) |      |                                    |

## Poszczególne sezony

### Rozgrywki międzynarodowe

#### Europejskie puchary
Klub 2 razy uczestniczył w rozgrywkach europejskich.

### Rozgrywki krajowe
| \| Norwegia \| Bilans występów klubu w rozgrywkach piłkarskich Norwegii (Stan na 31 grudnia 2023 r.) \| \| |                                                                                       |        |       |   |   |   |    |    |     |                                                                 |        |        |      |
| Poziom | Rozgrywki                                                                             | Sezony | Mecze | Z | R | P | B+ | B– | Pkt | Lata                                                            | Awanse | Spadki | Naj. |
| I | 1. divisjon / Eliteserien / Toppserien                                                | 33     |       |   |   |   |    |    |     | 1984–1989, 1991–1999, 2002, 2004–2007, 2009, 2011–2013, od 2015 | 0      | 6      | 1    |
| II | 2. divisjon / 1. divisjon                                                             | 7      |       |   |   |   |    |    |     | 1990, 2000–2001, 2003, 2008, 2010, 2014                         | 6      | 0      | 1    |
| III | 3. divisjon / 2. divisjon                                                             | 0      |       |   |   |   |    |    |     |                                                                 | 0      | 0      |      |
| | Puchar Norwegii                                                                       | 46     |       |   |   |   |    |    |     | od 1978                                                         | 0      | 0      | 1    |
| Norwegia                                                                                                   | Bilans występów klubu w rozgrywkach piłkarskich Norwegii (Stan na 31 grudnia 2023 r.) |        |       |   |   |   |    |    |     |                                                                 |        |        |      |

## Piłkarki, trenerzy, prezydenci i właściciele klubu

### Piłkarki

#### Aktualny skład zespołu
Stan na 18.05.2024:
| Nr | Poz. | Piłkarz                |
| -- | ---- | ---------------------- |
| 1  | BR   | Aurora Mikalsen        |
| 2  | OB   | Cecilie Redisch Kvamme |
| 3  | OB   | Natasha Anasi          |
| 4  | OB   | Nanne Ruuskanen        |
| 5  | OB   | Ingrid Stenevik        |
| 7  | PO   | Rakel Engesvik         |
| 8  | PO   | Karoline Haugland      |
| 9  | NA   | Amalie Eikeland        |
| 10 | PO   | Andrine Hegerberg      |
| 11 | NA   | Johanna Renmark        |

| Nr | Poz. | Piłkarz                      |
| -- | ---- | ---------------------------- |
| 14 | PO   | Rikke Nygard                 |
| 15 | OB   | Marthine Østenstad (kapitan) |
| 16 | PO   | Signe Gaupset                |
| 17 | NA   | Anna Aahjem                  |
| 18 | PO   | Nora Eide Lie                |
| 19 | OB   | Marit Bratberg Lund          |
| 21 | BR   | Sandra Stavenes              |
| 22 | OB   | Sara Ritter                  |
| 23 | OB   | Tomine Svendheim             |
| 28 | PO   | Justine Kielland             |
| 30 | OB   | Joanna Tynnilä               |

### Trenerzy
...
- 08.12.2017–14.11.2018:  Alexander Straus
- 14.11.2018–07.09.2020:  Patrik Hansson
- 07.09.2020–08.07.2022:  Alexander Straus
- 08.07.2022–03.07.2023:  Olli Harder
- od 03.07.2023:  Martin Ho

## Struktura klubu

### Stadion
Drużyna rozgrywa swoje mecze domowe w Bergen na stadionie Stemmemyren kunstgress, który może pomieścić 1.500 widzów.

## Kibice i rywalizacja z innymi klubami

### Derby
- Arna-Bjørnar
- Åsane
- LSK Kvinner
- Rosenborg
- Vålerenga